# Alexandre Boucicaut
Pour les articles homonymes, voir Boucicaut.
Alexandre Boucicaut est un footballeur haïtien né le 18 novembre 1981 à Port-au-Prince. Il joue au poste de milieu de terrain avec l'Universidad O&M FC en République dominicaine.

## Carrière

### En club
Joueur du Racing Club Haïtien, puis du Violette AC entre 2000 et 2004 (22 buts en 47 matchs), Alexandre Boucicaut est engagé par le Chicago Fire en 2004 où il ne dispute que 6 matchs. Il part ensuite au Colorado Rapids avant de tenter sa chance en Colombie (Independiente Santa Fe) puis au Mexique (Querétaro FC), pays où il ne réussit pas à s'imposer.
À partir de 2007, il effectue des aller-retour entre son pays natal, Haïti, et la République dominicaine voisine où il joue pour le Moca FC (2009 et 2013) et l'Atlético San Cristóbal (2014). Après une pige au Racing Club Haïtien en 2017, il repart en République dominicaine en mars 2018 afin de jouer pour l'Atlético Vega Real.

### En équipe nationale
International haïtien durant une décennie (2001-2011), Alexandre Boucicaut compte 50 capes pour 11 buts marqués. En 2004, il dispute trois rencontres comptant pour les éliminatoires de la Coupe du monde 2006 puis, trois ans plus tard, il remporte la Coupe caribéenne des nations 2007 aux dépens de Trinité-et-Tobago, en marquant le premier but de la victoire 2-1 sur les Socca Warriors, le 23 janvier 2007. Il a l'occasion de participer la même année à la Gold Cup 2007 aux États-Unis (élimination dès le 1er tour). 
En 2008, il prend part aux qualifications pour la Coupe du monde 2010 (5 matchs) avant d'enchaîner avec la Coupe caribéenne des nations 2008 où il marque deux buts mais ne peut empêcher l'élimination des siens en phase de groupes. 
Il met fin à sa carrière internationale après une défaite subie face à Antigua-et-Barbuda (0-1), le 11 novembre 2011, dans le cadre des éliminatoires de la Coupe du monde 2014.
Buts en sélection
| Buts en sélection d'Alexandre Boucicaut | Buts en sélection d'Alexandre Boucicaut | Buts en sélection d'Alexandre Boucicaut                    | Buts en sélection d'Alexandre Boucicaut | Buts en sélection d'Alexandre Boucicaut | Buts en sélection d'Alexandre Boucicaut | Buts en sélection d'Alexandre Boucicaut |
|                                         | Date                                    | Lieu                                                       | Adversaire                              | Score                                   | Résultat                                | Compétition                             |
| --------------------------------------- | --------------------------------------- | ---------------------------------------------------------- | --------------------------------------- | --------------------------------------- | --------------------------------------- | --------------------------------------- |
| 1.                                      | 21 octobre 2001                         | Thomas Robinson Stadium, Nassau (Bahamas)                  | Bahamas                                 | 0-1                                     | 0-2                                     | Match amical                            |
| 2.                                      | 31 août 2003                            | Lockhart Stadium, Fort Lauderdale (États-Unis)             | Chine                                   | 1-0                                     | 4-3                                     | Match amical                            |
| 3.                                      | 31 août 2003                            | Lockhart Stadium, Fort Lauderdale (États-Unis)             | Chine                                   | 2-3                                     | 4-3                                     | Match amical                            |
| 4.                                      | 13 mars 2004                            | Miami Orange Bowl, Miami (États-Unis)                      | États-Unis                              | 0-1                                     | 1-1                                     | Match amical                            |
| 5.                                      | 9 janvier 2007                          | Ato Boldon Stadium, Couva (Trinité-et-Tobago)              | Bermudes                                | 0-2                                     | 0-3                                     | QCAR 2007                               |
| 6.                                      | 15 janvier 2007                         | Hasely Crawford Stadium, Port of Spain (Trinité-et-Tobago) | Barbade                                 | 1-0                                     | 2-0                                     | CAR 2007                                |
| 7.                                      | 23 janvier 2007                         | Hasely Crawford Stadium, Port of Spain (Trinité-et-Tobago) | Trinité-et-Tobago                       | 0-1                                     | 1-2                                     | CAR 2007                                |
| 8.                                      | 19 avril 2007                           | Stade Nilmo Edwards, La Ceiba (Honduras)                   | Honduras                                | 1-1                                     | 1-3                                     | Match amical                            |
| 9.                                      | 9 juin 2007                             | Miami Orange Bowl, Miami (États-Unis)                      | Costa Rica                              | 1-1                                     | 1-1                                     | GC 2007                                 |
| 10.                                     | 6 décembre 2012                         | Greenfield Stadium, Falmouth (Jamaïque)                    | Guadeloupe                              | 1-2                                     | 2-3                                     | CAR 2008                                |
| 11.                                     | 8 décembre 2012                         | Jarrett Park, Montego Bay (Jamaïque)                       | Cuba                                    | 0-1                                     | 0-1                                     | CAR 2008                                |

## Palmarès

### En club
- Moca FC
  - Champion de République dominicaine en 2010[5] et 2012-13[2].

### En équipe nationale
- Haïti
  - Vainqueur de la Coupe caribéenne des nations en 2007.